# Karel Egermeier
Karel Egermeier, dit aussi Charles Egermeier ou Aiglon, est un photographe tchèque, spécialisé dans la photographie masculine, né le 26 janvier 1903 à Teplitz, dans le royaume de Bohême, en Autriche-Hongrie, et mort le 30 juin 1991 à Paris 15e.

## Biographie

### Jeunesse
Karel Egermeier nait en Autriche-Hongrie, sur le territoire de l'actuelle République tchèque. 
Il fréquente les écoles allemandes dont il acquiert progressivement la langue. Son père, cordonnier, devient veuf alors qu'il est encore jeune. 
Au début des années 1920, Egermeier rejoint la France et s'installe à Paris. Il y enchaîne les emplois précaires.

### Carrière
Karel Egermeier réalise ses premières photographies en février 1931 au cours d’un voyage en Suisse. 
Chef scout, connu sous le totem d’Aiglon, Ergermeier publie ses premières images en 1936 dans le calendrier des Éclaireurs de France.
Lorsque la Seconde Guerre mondiale éclate, il continue à travailler pour la revue des Éclaireurs de France puis pour un manuel d'enseignement sportif, les Eaux Vives. En 1940, il illustre Paysage des Olympiques d'Henry de Montherlant de 87 clichés,. 
Par la suite, il collabore avec Daniel Rops dont il illustre les ouvrages Mort, où est ta victoire ?, La Misère et nous et Le Courtinaire en 1950. 
En 1952, il illustre Du Vésuve à l'Etna de Roger Peyrefitte. Parallèlement, il se consacre à des reportages photographiques de moindre importance. 
En 1964, seize de ses photographies sont publiées dans l'ouvrage américain The Boy : A Photographic Essay.
Karel Egermeier cesse ses activités au cours des années 1960. Il meurt le 30 juin 1991 à Paris à l’âge de 88 ans.

### Critique
Karel Egermeier provoque toujours la controverse pour ses photographies d'adolescents et de jeunes hommes dans des poses suggestives. À la Libération, sa pédérastie lui vaut des problèmes judiciaires. Son travail a été soutenu par des personnalités telles que Montherlant ou Peyrefitte, tous deux amis et pédophiles (assumé et notoire pour Peyrefitte, caché et révélé après sa mort par son biographe pour Montherlant) qui les considéraient comme le « sommet de l'érotisme ». 